# Toleranzkirche (Rudník v Krkonoších)

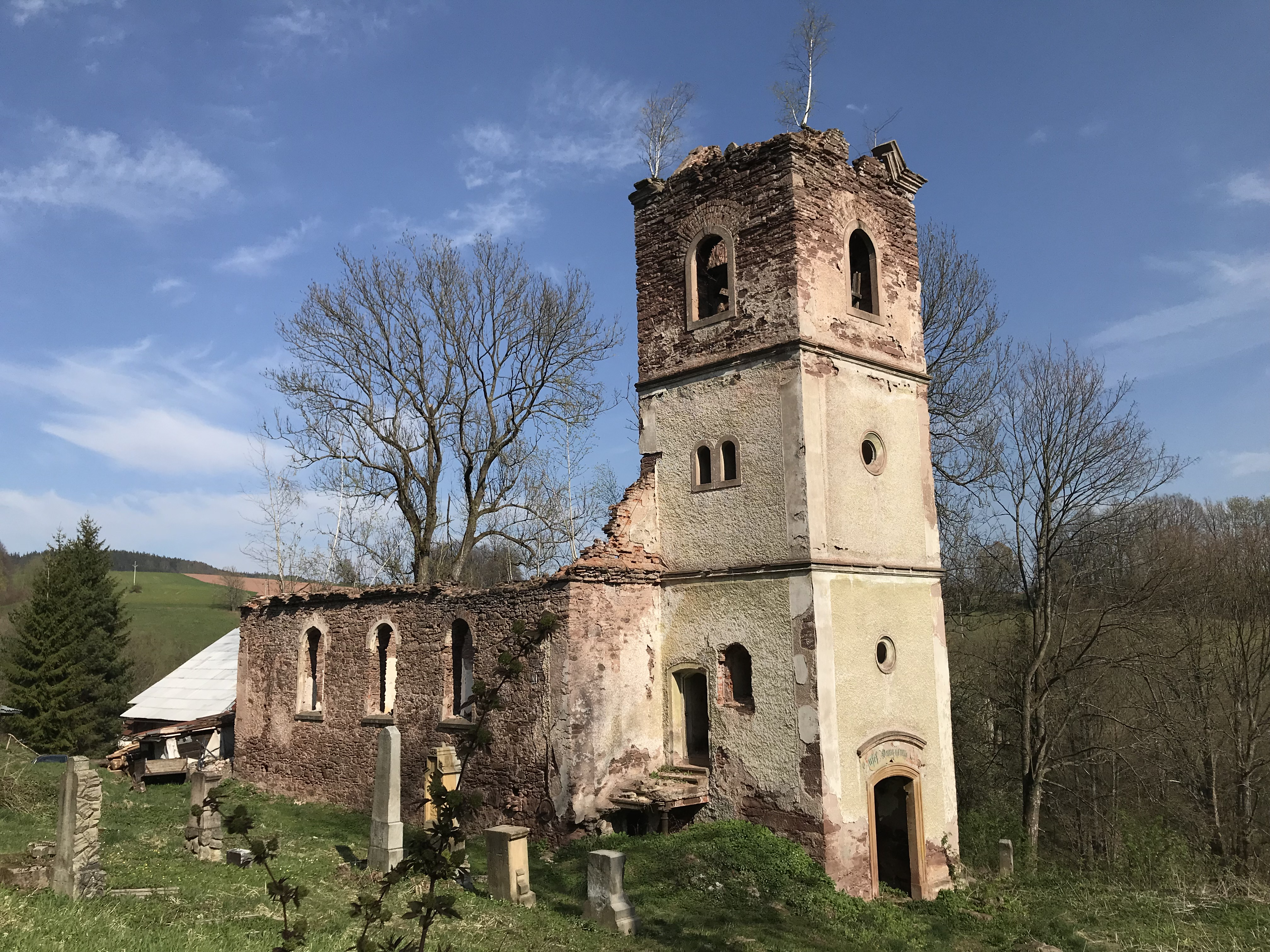
Ruine der Toleranzkirche von Hermannseifen

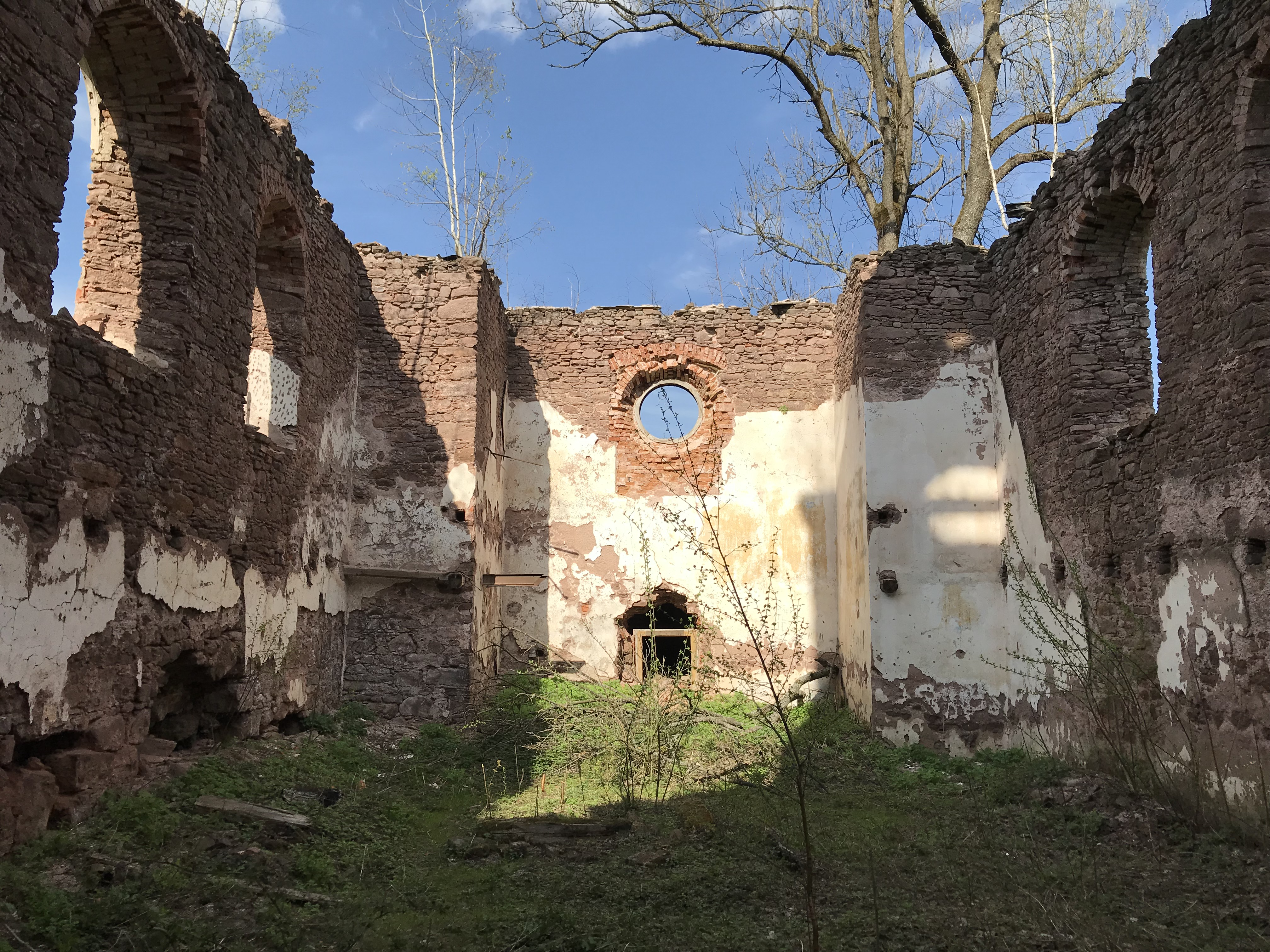
Innenansicht der Ruine

Die evangelische Pfarrkirche von Hermannseifen (bis 1952 tschechisch Heřmanovy Sejfy) wurde als Toleranzkirche errichtet. Das Gebäude ist heute eine Ruine im Okres Trutnov in Tschechien.

## Geschichte
Die Herrschaft Arnau, zu der auch Hermannseifen gehörte, lag im altböhmischen Königgrätzer Kreis. Seit 1521 war Arnau im Besitz der Herren von Waldstein, auf deren Initiative hin ab 1550 die Reformation eingeführt wurde. Zu Beginn des Dreißigjährigen Krieges wurde die evangelische Gemeinde aufgelöst. Erst mit dem Erlass des josephinischen Toleranzedikts von 1781 bildete sich 1783 in Hermannseifen wieder eine eigene protestantische Gemeinde, die in der Folgezeit zur Mutterkirche weiterer Kirchengemeinden in der Region, so der Christuskirche in Trautenau, wurde. Bereits am 24. Juli 1786 konnte ein neu errichtetes evangelisches Bethaus – eine barocke Saalkirche mit rechteckigem Altarraum und eingebauten Emporen – eingeweiht werden. 1810 wurde der Friedhof neben der Kirche angelegt und 1834 die evangelische Schule errichtet.
Mit Erlass des Protestantenpatents von 1861 durch Kaiser Franz Joseph I., das die Gleichstellung des Protestantismus mit dem Katholizismus bewirkte, konnte 1862 auch der Kirchturm errichtet werden, der 1867 drei vom Bochumer Verein gegossene Stahlglocken, gewidmet Petrus, Paulus und Jan Hus, erhielt. 1886 erfolgte ein Umbau der Kirche, bei dem die kleinen rechteckigen Kirchenfenster durch hohe Rundbogenfenster ersetzt wurden. 1904 erhielt die Kirche eine neue Orgel, die nach dem Zweiten Weltkrieg nach Dobruška gebracht wurde.
Bis 1948 war die Kirche noch in Benutzung der evangelischen Gemeinde, um danach dem allmählichen Verfall überlassen zu werden. 1991 wurde schließlich auch das Kirchturmdach abgetragen.